# Igreja Católica da Transfiguração do Senhor em Wisznice
A Igreja Católica da Transfiguração do Senhor (em polonês: Kościół Przemienienia Pańskiego w Wisznicach) está situada na vila de Wisznice, no leste da Polônia. 

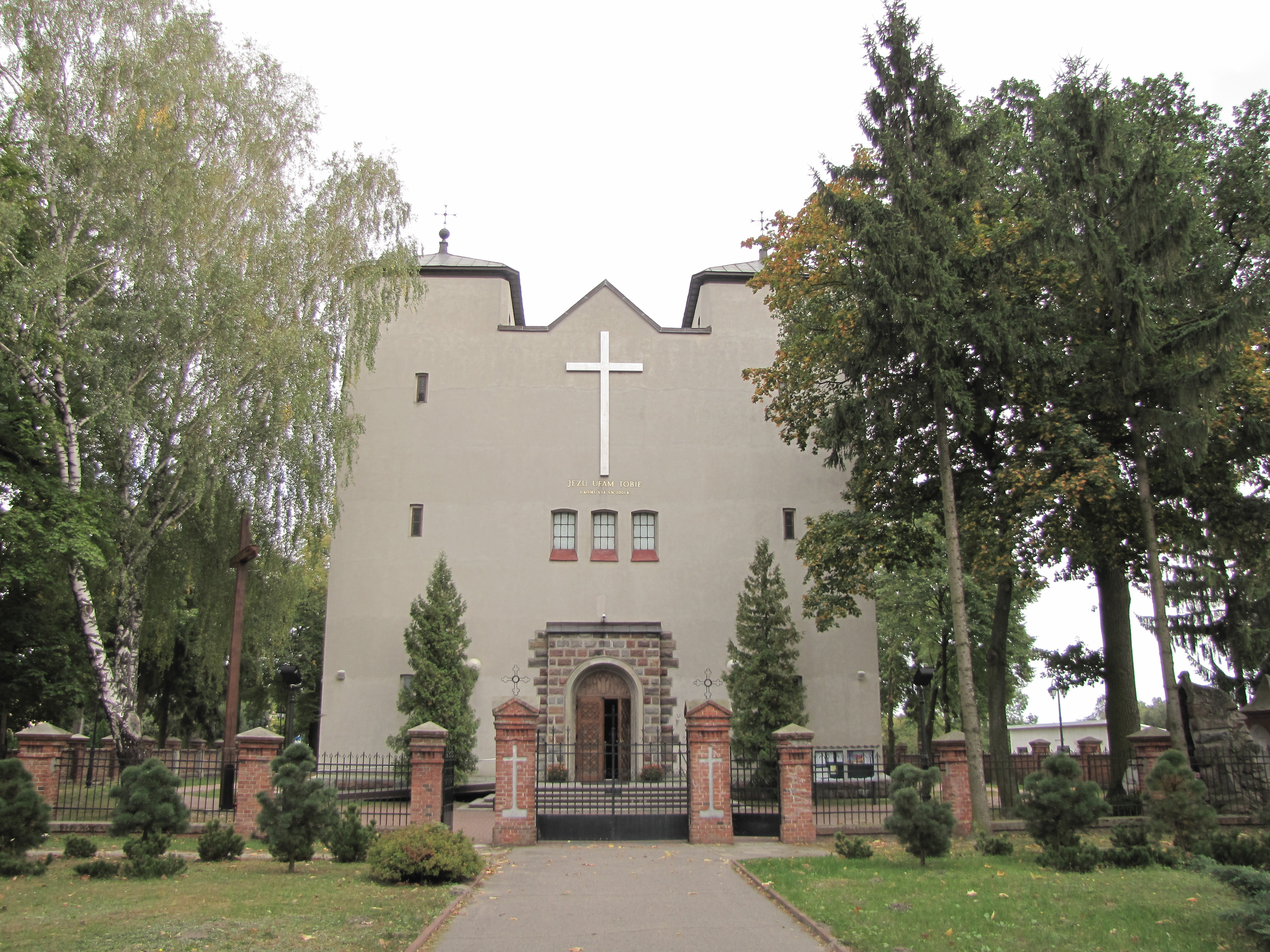
Igreja Católica da Transfiguração do Senhor

A primeira estrutura da Igreja, de madeira, foi erguida em 1606. Não se sabe quem foi o fundador. A paróquia foi incorporada ao reitor da diocese de Janów, em Lutsk. A segunda estrutura da Igreja foi fundada em 1630 por Krzysztof Sapieha, com carpintaria lituana. Sapieha também pagou pela construção da casa do reitor e do vigário, mansão, hospital para os pobres e escola. Os edifícios foram destruídos por um incêndio por húngaros e cossacos por volta de 1660. No lugar da Igreja destruída, uma capela de madeira foi erguida, coberta de telhas, com uma torre e dois sinos. Outra igreja foi construída em 1751. Um inventário de 1758 foi preservado, descrevendo com precisão a aparência da Igreja: em planta retangular, de três naves, com um presbitério mais estreito e uma fachada de duas torres. A fachada foi precedida por uma varanda com dois pares de colunas. Cinqüenta janelas iluminavam o interior. Uma cripta foi colocada embaixo da igreja. Em 1796 a igreja foi reconstruída. Um campanário de madeira e um hospital para os pobres foram construídos ao lado. Esta igreja foi incendiada em 1908. Em 1873, um novo presbitério classicista foi construído. O presbitério era um edifício de um andar, com um sótão e porão de madeira, que sobrevive até hoje. Até 2003, abrigava a Congregação das Irmãs Albertine. Em 1909, um contrato foi assinado para o projeto de uma nova igreja com o engenheiro arquiteto Jan Olearski (Olejarski). Os trabalhos duraram até a Primeira Guerra Mundial, quando os fundos terminaram. Após a Primeira Guerra Mundial, a Igreja foi adaptada às necessidades da liturgia da Igreja Católica Romana. Em 1937 o arquiteto Bohdan Pniewski e o engenheiro arquiteto Jan Cynulski desenvolveram outro projeto, nas antigas fundações da Igreja, que foi implementado entre 1937 e 1955. A construção foi concluída apenas em 1955, graças aos esforços do padre Bronisław Turski. Até hoje, pode-se observar uma igreja de tijolo e pedra, fundada em um plano cruzado latino com uma fachada de duas torres. No presbitério há uma sacristia e uma capela. O telhado estava anteriormente coberto com chapas de metal (hoje coberto com cobre), com uma torre com uma cruz. O templo foi consagrado em 12 de junho de 1955 pelo bispo Marian Jankowski - um bispo de Podlasie.